# Katedra Zwiastowania Matki Bożej w Jerozolimie
Katedra Zwiastowania Matki Bożej w Jerozolimie (gr. Καθεδρικός Ναός του Ευαγγελισμού, arab. ‏كاتدرائية البشارة‎) należy do greckokatolickiego Kościoła melchickiego.
Odrębny Kościół melchicki powstał w Jerozolimie w 1724, kiedy część prawosławnych Greków, podlegających patriarsze Antiochii, odłączyła się i podporządkowała Kościołowi rzymskokatolickiemu. Jest to dziś drugie najliczniejsze (po greckim prawosławiu) wyznanie chrześcijańskie w Ziemi Świętej, obecnie głównie arabskojęzyczne. Katedrę jerozolimską wybudowano w 1848 w stylu neobizantyńskim i jest obecnie najlepszą reprezentacją tego stylu w Jerozolimie. Wewnątrz katedry ściany i kopuły całkowicie pokrywają freski w żywych barwach przedstawiające sceny z życia Chrystusa i Maryi. Wykonali je w latach 1974-75 dwaj mnisi z Rumunii Michał i Gabriel. Na dole freski przedstawiają pas zaciągniętych zasłon; sugerują one, że kiedyś zasłony zostaną odsłonięte a wyznawcy zobaczą w tym miejscu własne twarze jako zbawionych. Ołtarz jest oddzielony od nawy złoconym, bogato zdobionym ikonostasem. Wychodzący z katedry przechodzą pod freskiem przedstawiającym Zaśnięcie Bogarodzicy; przypomina im to, że powracają z nieśmiertelnego sacrum do śmiertelnego profanum.